# Тиницька сільська рада
Тини́цька сільська́ ра́да — адміністративно-територіальна одиниця та орган місцевого самоврядування в Бахмацькому районі Чернігівської області. Адміністративний центр — село Тиниця.

## Населені пункти
Сільській раді підпорядковані населені пункти:
- с. Тиниця

### Колишні населені пункти
- c. Кирпичне, зняте з обліку 2013 року

## Загальні відомості
- Територія ради: 67,381 км²
- Населення ради: 1 810 осіб (станом на 1 січня 2012 року)

Нинішня сільська рада стала однією з 20-ти сільських рад Бахмацького району і однією з 16-ти, яка складається більше ніж з одного населеного пункту..

## Склад ради
Рада складається з 16 депутатів та голови.
- Голова ради: Риженко Наталія Петрівна

### Керівний склад попередніх скликань
| Прізвище, ім'я, по батькові | Основні відомості                                                                       | Дата обрання | Дата звільнення |
| --------------------------- | --------------------------------------------------------------------------------------- | ------------ | --------------- |
| Риженко Наталія Петрівна    | Сільський голова, 1962 року народження                                                  | 26.03.2006   | 31.10.2010      |
| Риженко Наталія Петрівна    | Сільський голова, 1961 року народження, освіта середня спеціальна, член Партії регіонів | 31.10.2010   |                 |

Примітка: таблиця складена за даними сайту Верховної Ради України

### Депутати
За результатами місцевих виборів 2010 року депутатами ради стали:

#### За суб'єктами висування
| Суб'єкт висування                 | Кількість обраних депутатів | %    |
| --------------------------------- | --------------------------- | ---- |
| Партія регіонів                   | 14                          | 87,5 |
| Політична партія «Сильна Україна» | 1                           | 6,3  |
| Самовисування                     | 1                           | 6,3  |

#### За округами
| № округу                          | Прізвище, ім'я, по батькові     | Дата визнання обраним | Освіта  | Партійна приналежність                  | Відомості про обраного депутата                     |
| --------------------------------- | ------------------------------- | --------------------- | ------- | --------------------------------------- | --------------------------------------------------- |
| Партія регіонів                   |                                 |                       |         |                                         |                                                     |
| 1                                 | Заїка Тетяна Миколаївна         | 01.11.2010            | вища    | член Партії регіонів                    | Тиницька загальноосвітня школа І-ІІІ ст., вчитель   |
| 2                                 | Сивуха Любов Григорівна         | 01.11.2010            | вища    | член Партії регіонів                    | Тиницький Будинок культури, художній керівник       |
| 3                                 | Корж Любов Іванівна             | 01.11.2010            | середня | член Партії регіонів                    | Тиницьке відділення зв'язку, листоноша              |
| 5                                 | Сунка Володимир Олександрович   | 01.11.2010            | середня | член Партії регіонів                    | тимчасово не працює                                 |
| 6                                 | Струць Валентина Василівна      | 01.11.2010            | вища    | член Партії регіонів                    | КП «Промінь», директор                              |
| 7                                 | Піхота Володимир Миколайович    | 01.11.2010            | вища    | член Партії регіонів                    | Тиницька загальноосвітня школа І-ІІІ ст., вчитель   |
| 8                                 | Савченко Людмила Олександрівна  | 01.11.2010            | вища    | член Партії регіонів                    | Тиницька загальноосвітня школа І-ІІІ ст., охоронець |
| 10                                | Городненко Лідія Володимирівна  | 01.11.2010            | вища    | член Партії регіонів                    | Тиницька сільська рада, землевпорядник              |
| 11                                | Кирута Ніна Федотівна           | 01.11.2010            | вища    | член Партії регіонів                    | Тиницька сільська рада, головний бухгалтер          |
| 12                                | Сердюк Валентина Іванівна       | 01.11.2010            | вища    | член Партії регіонів                    | Тиницька сільська рада, секретар сільської ради     |
| 13                                | Стадник Тетяна Василівна        | 01.11.2010            | середня | член Партії регіонів                    | тимчасово не працює                                 |
| 14                                | Логвиненко Тетяна Василівна     | 01.11.2010            | вища    | член Партії регіонів                    | Тиницька загальноосвітня школа І-ІІІ ст., вчитель   |
| 15                                | Гриценко Ольга Прокопівна       | 01.11.2010            | середня | член Партії регіонів                    | тимчасово не працює                                 |
| 16                                | Кирута Олександр Миколайович    | 01.11.2010            | середня | член Партії регіонів                    | пенсіонер                                           |
| Політична партія «Сильна Україна» |                                 |                       |         |                                         |                                                     |
| 4                                 | Крапивний Володимир Миколайович | 01.11.2010            | середня | член Політичної партії «Сильна Україна» | приватний підприємець                               |
| Самовисування                     |                                 |                       |         |                                         |                                                     |
| 9                                 | Несук Михайло Миколайович       | 01.11.2010            | вища    | член Соціалістичної партії України      | ТОВ «Летюча фортеця», завідувач виробництва         |